# Seekonk
Seekonk est une ville du Comté de Bristol dans l'état du Massachusetts.
Elle a été incorporée en 1812.
Sa population était de 15,531 habitants en 2020.